# جائزة بريطانيا الكبرى 1979
جائزة بريطانيا الكبرى 1979 هو سباق فورمولا 1 أقيم بتاريخ 14 يوليو 1979 في حلبة سلفرستون، المملكة المتحدة. كان التاسع من أصل 15 في بطولة العالم لسباقات الفورمولا واحد موسم 1979. حلّ السويسري كلاي ريجاتسوني أولا بينما جاء الفرنسي رينيه أرنو في المركز الثاني.

## الترتيب النهائي
| الترتيب | السائق          | النقاط  |
| ------- | --------------- | ------- |
| 1       | جودي شيكتر      | 32 (36) |
| 2       | جيل فيلنوف      | 26      |
| 3       | جاك لافيت       | 24      |
| 4       | باتريك ديبايلير | 20 (22) |
| 5       | كارلوس ريوتيمان | 20 (25) |
| المصدر: |                 |         |